# Делия (лунный кратер)
Делия (лат. Delia) — маленький ударный кратер на видимой стороне Луны, входящий в состав цепочки кратеров Дэви на восточной окраине моря Облаков. Название дано по греческому женскому имени, утверждено Международным астрономическим союзом в 1976 году.

## Описание кратера
В цепочку кратеров Дэви входят также кратеры Алан, Присцилла, Сузан, Осман и Гарольд. Кроме этого ближайшими соседями кратера являются кратер Пализа на севере; кратер Птолемей на северо-востоке; кратер Альфонс на юго-востоке; кратер Дэви на юго-западе. Селенографические координаты центра кратера 10°55′ ю. ш. 6°08′ з. д. / 10,91° ю. ш. 6,13° з. д., диаметр 1,6 км, глубина 0,36 км.
Кратер имеет правильную циркулярную чашеобразную форму. Юго-западный участок вала спрямлен соседним импактом. Высота вала над окружающей местностью составляет 70 м, объем кратера приблизительно 0,32 км³.

## Сателлитные кратеры
Отсутствуют.